# Сухенко Володимир Панасович
Володимир Панасович Сухенко (1900, село Тишки Лубенського повіту Полтавської губернії, тепер Лубенської громади Лубенського району Полтавської області — ?) — радянський діяч, педагог, завідувач Дрогобицького та Кіровоградського обласних відділів народної освіти.

## Життєпис
З 1920 року працював вчителем у селі Мануйлівка Полтавської губернії.
У 1925—1930 роках — на керівній профспілковій роботі в Полтавській окрузі.
У 1931 році заочно закінчив Харківський державний педагогічний інститут.
У 1931—1939 роках — завідувач навчальної частини робітничого факультету в місті Лозова Харківської області.
У 1939—1941 роках — завідувач Лозівського районного відділу народної освіти Харківської області.
Член ВКП(б) з 1941 року.
Під час німецько-радянської війни з 1941 до 1944 року працював директором середньої школи в місті Джамбулі Казахської РСР.
6 серпня 1944 — 22 вересня 1953 року — завідувач Дрогобицького обласного відділу народної освіти.
У 1953 — січні 1963 року — завідувач Кіровоградського обласного відділу народної освіти. У лютому 1963 — 1964 року — завідувач Кіровоградського промислового обласного відділу народної освіти.
Подальша доля невідома.

## Нагороди та звання
- орден «Знак Пошани» (23.01.1948)
- Заслужений вчитель школи Української РСР (26.06.1958)